# Triplophyllum gabonense
Triplophyllum gabonense är en ormbunkeart som beskrevs av Holtt. Triplophyllum gabonense ingår i släktet Triplophyllum och familjen Tectariaceae. Inga underarter finns listade.